# Грей, Гарри
Га́рри Грей (англ. Harry Grey, настоящее имя Ге́ршель Изра́илевич Го́лдберг, англ. Herschel Goldberg; 2 ноября 1901 Одесса, Российская империя — 1 октября 1980, Манхэттен, Нью-Йорк) — американский писатель. Его первая книга «Бандиты» (англ. The Hoods, 1952), была взята за основу для фильма Серджо Леоне «Однажды в Америке», в котором главную роль сыграл Роберт Де Ниро. Это была одна из немногих автобиографий реальных гангстеров. Считается, что реальная фамилия автора Голдберг и что его мемуары, частично правдивые, частично подсознательно измененные и частично вымышленные, были написаны, когда Голдберг был помещен в тюрьму Синг-Синг.
После «Бандитов» Грей опубликовал второй роман «Называйте меня Герцог» («Call Me Duke», NY: Crown, 1955), в котором действует детективный анти-герой Дюк («Герцог») Ромеро. Он разыскивает сокровища спрятанные некогда гангстером по кличке «Лапша» (из романа «Бандиты»). Затем писатель опубликовал третий роман «Портрет гангстера», более точный перевод «Портрет одного бандюгана» («Portrait of a Mobster», NY: Signet, 1958). Это история жизни Датча Шульца (Он же «Голландец», знаменитый гангстер 1920-х годов). Книга была экранизирована Джозефом Певни в 1961 году.
В 1999 году на Звёздной дорожке Палм-спрингс появилась звезда имени Гарри Грея.

## Биография
Настоящее имя Грея было Гершель Израилевич Голдберг (он же Гриша Голберг, он же Гога, он же Гершель, он же Гарри Грей). Родился в Одессе (Российская Империя) 2 ноября 1901 года в семье Израиля и Селии Голдберг, эмигрировавших в США в 1905 году, в седьмом классе бросил учёбу, приходился братом Хайману Голдбергу, публиковавшему колонку и критические статьи для New York Post, автору нескольких книг, включая «Наш человек на кухне», сборника рецептов из своей колонки под названием «Благоразумие Пенни».
В 1912 отец Голдберга серьезно заболел и был помещён в больницу для операции. Во время его пребывания в госпитале, жена Селия начала готовить еду для мужчин в окрестностях, которые экономили деньги, чьи семьи также переехали из Европы в Америку. Когда отец Голдберга вернулся из больницы, он увидел, что дела у Селии пошли удачно, и они открыли ресторан. Все дети, включая Гарри и Хаймана, помогали отцу в бизнесе.

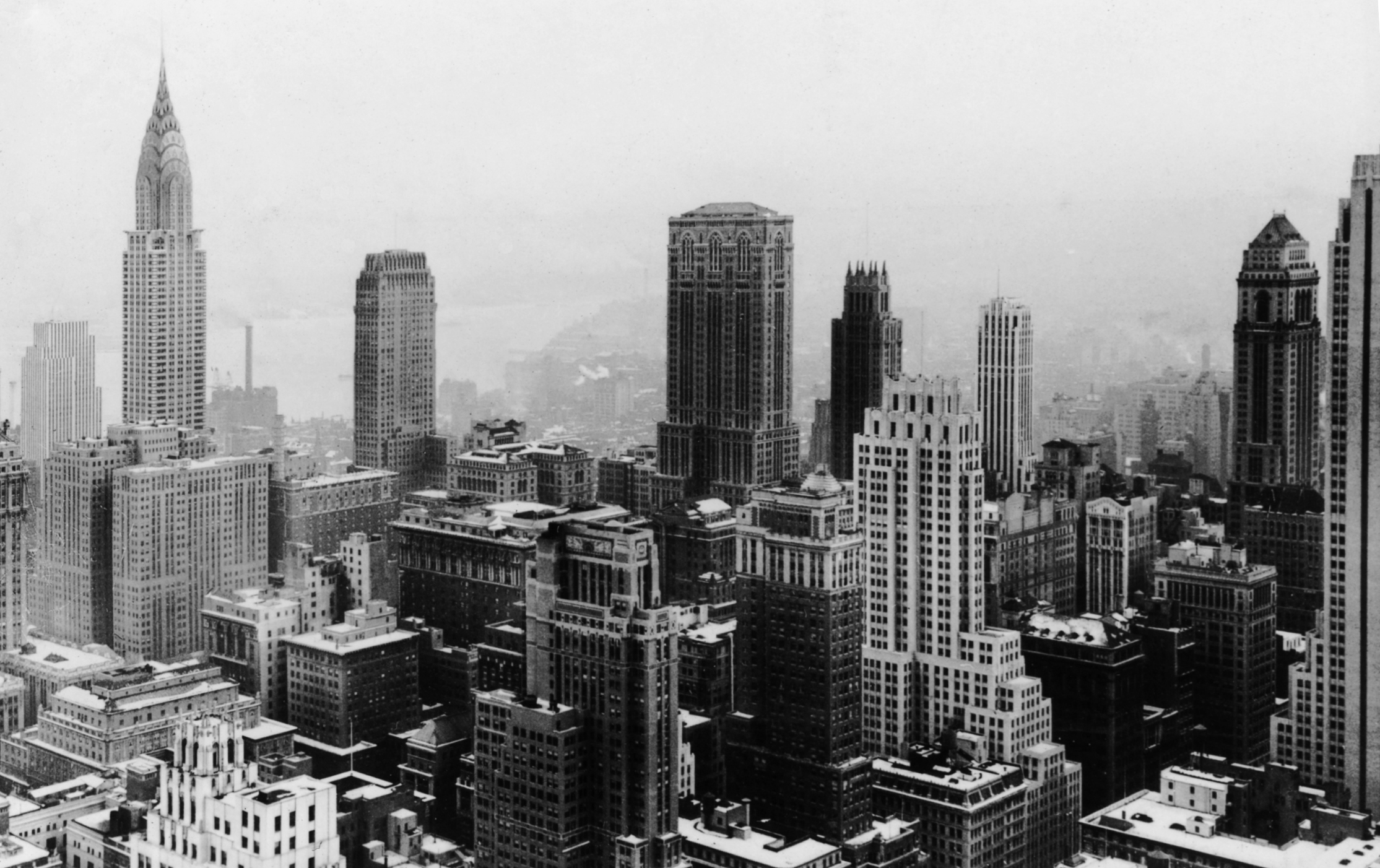
Нью-Йорк с крыши Рокфеллеровского центра 1932

В 1932 Гарри женился на Милдред Бекер. Окончил колледж. Имел трёх детей, — Беверли, Харви и Симеона. В результате аварии был госпитализирован и, уже будучи в пятидесятилетнем возрасте, решил описать свою жизнь в 20-х и 30-х годах, а также гангстерские группы, контролировавшие Нью-Йорк. Чтобы защитить себя и свою семью, изменил фамилию и вместо Голдберг стал зваться Грей.
Писатель скончался 1 октября 1980 года, через несколько месяцев после начала съёмок фильма «Однажды в Америке» («Once Upon a Time in America»). Фильм режиссёра Серджио Леоне вышел в прокат в 1984 году и стал последним в его карьере.